# Vinterstormarna i Storbritannien 2013-2014

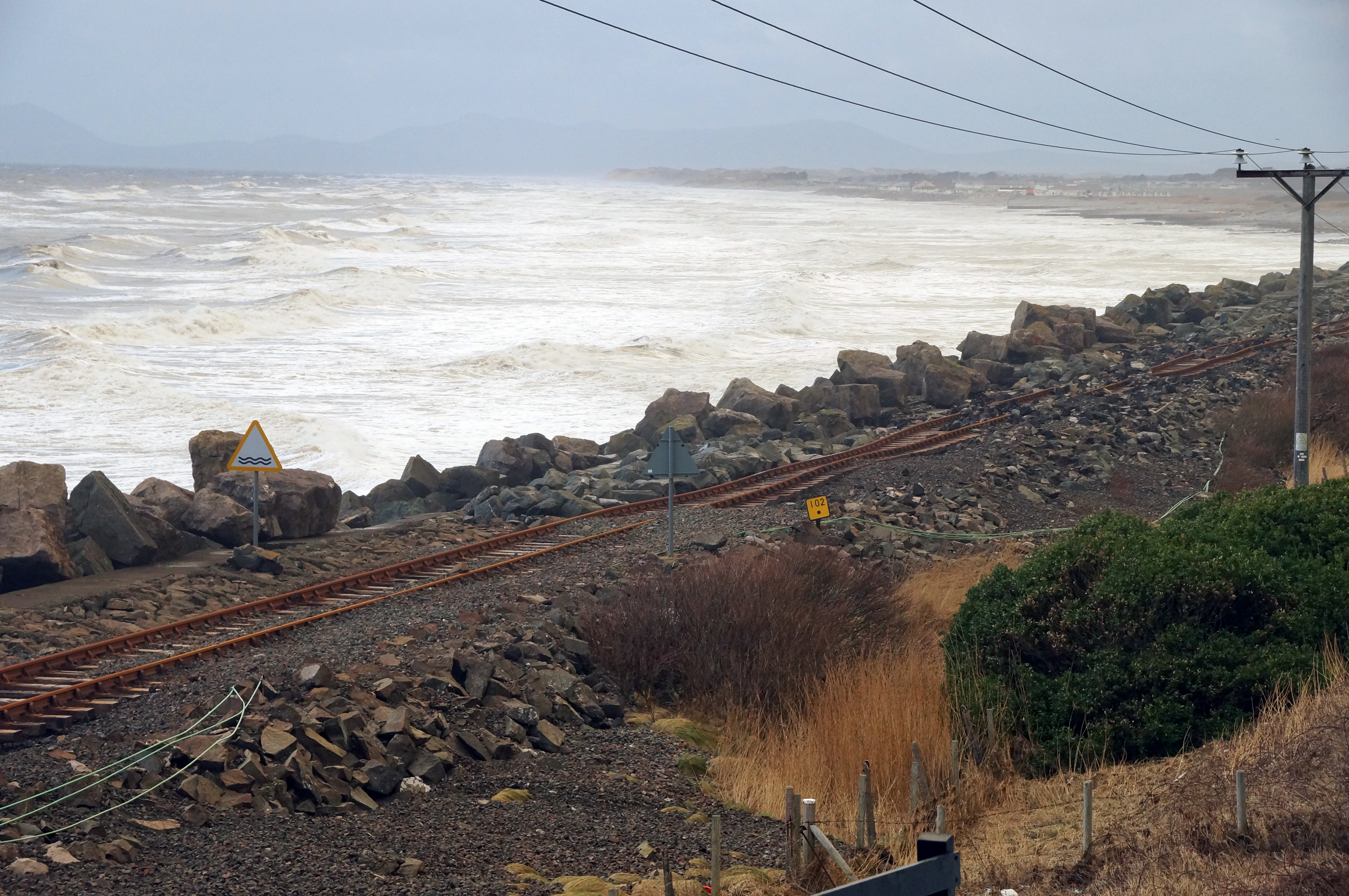
Llanabers järnvägsstation skadad av vågorna. 3 januari 2014.

Vinterstormarna i Storbritannien 2013-2014 (engelska: winter storms of 2013–14 in the United Kingdom) var en serie hårda stormar, som kulminerade i en serie översvämningar längsmed kusterna. Nederbördsrekord ledde till översvämningar av Somerset Levels, samt i södra England i Themsendalen, Kent, Sussex, Dorset, Hampshire och severnfloden. Stormarna inleddes med Sankt Jude-stormen den 28 oktober 2013.
I södra England noterades nederbördsrekord räknat sedan man börjat mäta 1910, och järnvägar längsmed Cornwallkusterna förstördes, och översvämningarna gick ända bort till Exeter i sydväst. Seven svämmade över i Worcester och Gloucester.  Themsen svämmade över på vissa håll i Oxfordshire och dränkte över 2 400 hem i Berkshire och Surrey.

### Fotnoter
1. ↑  Roger Harrabin (30 januari 2014). ”UK floods: January rain breaks records in parts of England”. BBC News. http://www.bbc.co.uk/news/uk-25944823. Läst 25 september 2014.
2. ↑  ”Storms cause £4 m damage in Cornwall”. BBC News. 4 februari 2014. http://www.bbc.co.uk/news/uk-england-26028576. Läst 25 september 2014.
3. ↑  Linda Fort. ”Substation serving 40 000 homes under threat of flooding”. Get Reading. http://www.getreading.co.uk/news/local-news/substation-serving-40000-homes-under-6686204. Läst 25 september 2014.